# Fimbristylis simulans
Fimbristylis simulans là loài thực vật có hoa trong họ Cói. Loài này được Latz mô tả khoa học đầu tiên năm 1990.